# Quadruplanar-Inversor
Der Quadruplanar-Inversor von Sylvester und Kempe ist eine Verallgemeinerung des Inversors von Hart.
Es handelt sich um eine präzise Geradführung.
Der Mechanismus wurde 1875 von James Joseph Sylvester (1814–1897) in der Fachzeitschrift Nature beschrieben.

## Galerie

Beispiel 2
Animation
Grafik

Beispiel 3
Animation
Grafik
Beschriftung

In diesen Diagrammen
- KBCD ist ein Antiparallelogramm, also KB = CD und BC = DK.
- KBA, CBB0, und CDE (und KDI im ersten Beispiel) sind ähnliche Dreiecke.
  - weil KB = CD, sind KBA und CDE  Kongruente Dreiecke
  - weil BC = DK, sind CBB0 und KDI Kongruente Dreiecke
- A0 and B0 sind Fixpunkte.
- A0A = A0B0, bedeutet A bewegt sich auf einer Kreisbahn durch B.
- E bewegt sich auf einer geraden Linie

Beispiel 1
Animation
Grafik
Beschriftung

- Beispiel 2
- Animation
- Grafik

- Beispiel 3
- Animation
- Grafik
- Beschriftung